# リゾート・トゥ・キル
『リゾート・トゥ・キル』 (Immortal Combat) は、1994年の米・墨合作映画。主演：千葉真一。

## 概要
次々と発生する無差別殺人事件を二人のはみだし刑事が解決するバディ物。ジンタニ・JJ・ジロウ（千葉真一）は忍術・空手・剣術・射撃の達人で、ロディ・パイパーは本職がプロレスラーであることから怪力が売りという対照的なコンビと設定された。JJは、ある事件で拳銃使用を拒むようになったという事情から、捜査や犯人逮捕に忍術・空手・剣術を駆使し、怪我が多く娘に心配され、パイパー扮するジョン・ケラーはロマンス、と物語には彩りも添えられている。

## ストーリー
ジンタニ・JJ・ジロウとジョン・ケラーはロサンゼルス市警の刑事だが、犯人逮捕のためには手段を選ばない捜査をするはみ出しコンビ。先日も犯人を捕まえるために富豪の邸宅で大暴れをして、署長からおかんむりを食らう。そんなときに無差別殺人が発生した。JJとジョンはロサンゼルスからメキシコへ飛び、裏に潜む犯罪集団を追いつめ、激しい戦いに巻き込まれていく。

## キャスト
- 千葉真一 - ジンタニ・JJ ・ジロウ

- ロディ・パイパー - ジョン・ケラー
- メグ・フォスター -
- トミー・リスター -
- マシアス・ヒューズ -
- デーロン・マクビー -
- タイニー・リスター・Jr. -
- クリス・ジェリコ - 犯罪集団の用心棒
- 忍者 - 岡元次郎・甲斐道夫・笠原竜司・加藤宏章・塩谷庄吾・西村陽一

## スタッフ
- 監督 - ダニエル・A・ニーラ
- 製作 - ダニエル・A・ニーラ
- 脚本 - ダニエル・A・ニーラ、ロバート・クラブッリー
- 撮影 - ヘナー・ホフマン
- 音楽 - ロン・スカワーツ
- 忍者美術 - 藤原慎二
- 忍者アクション監督 - 金田治
- 忍者アクションコーディネイター - 山岡淳二

## 製作
擬斗とスタントはジャパンアクションクラブ (JAC) の面々が参加した。
1993年にメキシコシティでロケーション撮影した際、プロレスで大成功する前のクリス・ジェリコが犯罪組織の用心棒役で出演した。ジェリコは「当時65歳くらいだったソニー千葉という日本の空手家に、僕はボコボコにされていた。そして10テイク目で彼は文字通り、私の顔面を蹴り上げたんだ」と語っている。